# 699
Évszázadok: 6. század – 7. század – 8. század
Évtizedek: 640-es évek – 650-es évek – 660-as évek – 670-es évek – 680-as évek – 690-es évek – 700-as évek – 710-es évek – 720-as évek – 730-as évek – 740-es évek
Évek: 694 – 695 – 696 – 697 –  698 – 699 – 700 – 701 – 702 – 703 – 704

## Események

### Omajjád Kalifátus
- Az előző évi bizánci támadás miatt a muszlimok megszállják Örményország maradék részeit is, eközben fosztogatnak, elkobozzák a nemesek földjeit. VI. Szmbat Bagratuni fejedelem - akit korábban fogolyként Damaszkuszba hurcoltak, de aztán elengedték - kétezres sereget gyűjt és útközben legyőzve a nahicseváni arab helyőrséget bizánci területen keres menedéket.
- Zábulisztán (a mai Délkelet-Afganisztán) fejedelme csapdába csalja és csak megalázó feltételekkel engedi el a földjére támadó arab hadsereget. Al-Hadzszsádzs ibn Júszuf keleti kormányzó a vele rivalizáló Abd al-Rahmán ibn Asat hadvezért bízza meg, hogy az ún. pávahadsereg élén torolja meg a sérelmet. Ibn Asat óvatosan, szisztematikusan kezdi el elfoglalni a zabulisztáni falvakat és erődöket.

### Ázsia
- A Tibeti Birodalomban Tridu Szongcen császár leszámol a túl hatalmasra nőtt Gar családdal. A nemzetséghez tartozó Gar Trinring Cendro hadvezér öngyilkosságot követ el. Halálával leáll a tibeti terjeszkedés a Tarim-medencében, Kína itteni pozíciói megerősödnek.
- En no Gjója híres japán aszkétát és misztikust varázslás és boszorkányság vádjával Izu Ósima szigetére száműzik.

## Születések
- III. Dagobert, frank király
- Abú Hanífa, arab teológus, jogtudós, az iszlám hanafita jogtudományi iskolájának alapítója
- Vang Vej, kínai költő

## Halálozások
- Seaxburh, kenti királyné, szent

## Fordítás
- Ez a szócikk részben vagy egészben  a(z)   699 című angol Wikipédia-szócikk ezen változatának fordításán alapul.  Az eredeti cikk szerkesztőit annak laptörténete sorolja fel. Ez a jelzés csupán a megfogalmazás eredetét és a szerzői jogokat jelzi, nem szolgál a cikkben szereplő információk forrásmegjelöléseként.